# Marsh Baldon
Marsh Baldon is een civil parish in het bestuurlijke gebied South Oxfordshire, in het Engelse graafschap Oxfordshire met 310 inwoners.